# Estação de Norwich
A Estação de Norwich (Thorpe Station) a estação ferroviária que serve a cidade de com o mesmo nome, no condado de Norfolk, Inglaterra. A Estação é maior estação ferroviária de interseção em múltiplos níveis da Norfolk. É considerada a maior estação ferroviária do Norfolk, com 5 plataformas. Este grandioso edifício construído essencialmente em ferro e vidro, foi erigido por Messrs Young and Son (1886), sendo designada na altura por John Wilson.

## Linha de Wherry
| operavam       | Localização | trens                                       | Freqüência  |
| -------------- | --- | ------------------------------------------- | ----------- |
| Greater Anglia | Norwich – Brundall Gardens – Brundall – Lingwood – Acle – Great Yarmouth – Berney Arms – Buckenham - Reedham – Cantley – Haddiscoe - Somerleyton - Oulton Broad North - Lowestoft - | Class 153, Class 156, Class 170 (raramente) | 1x por hora |

## Linha de Bittern
| operavam       | Localização | trens                                       | Freqüência  |
| -------------- | --- | ------------------------------------------- | ----------- |
| Greater Anglia | Norwich - Salhouse - Hoveton e Wroxham - Worstead - North Walsham - Gunton - Roughton Road - Cromer - West Runton - Sheringham | Class 153, Class 156, Class 170 (raramente) | 1x por hora |

## Linha de Breckland
| operavam       | Localização | trens     | Freqüência  |
| -------------- | --- | --------- | ----------- |
| Greater Anglia | Norwich – Wymondham – Spooner Row – Attleborough – Eccles Road – Harling Road – Thetford – Brandon – Lakenheath – Shippea Hill - Ely - Cambridge | Class 170 | 1x por hora |